# Симфонії Глієра
Рейнгольд Глієр – композитор, педагог, диригент, просвітник, музично-громадський діяч. В творчу спадщину Глієра входять три симфонії, написані 1899, 1907 та 1909-1911 роках.

## Список симфоній
- Перша симфонія (1899)
- Друга симфонія (1907)
- Третя симфонія "Ілля Муромець" (1909—1911)

## Список симфонічних творів
- «Сирени», поема (1908)
- «Тризна», симфонічна картина (1915)
- «Запорожці», картина (1921, по І. Є. Рєпіну)
- Урочиста увертюра (1937)
- Героїчний марш Бурят-Монгольської АРСР (1937)
- «Заповіт», поема (1939)
- «Ферганське свято», увертюра (1940)
- «Дружба народів», увертюра (1941)
- Увертюра на слов'янські теми (1941)
- Симфонія-фантазія для оркестру російських народних інструментів (1943)
- «Перемога», увертюра (1944—1945)
- Кантата «Слава Радянській Армії» (1953)